# Klatka bezpieczeństwa

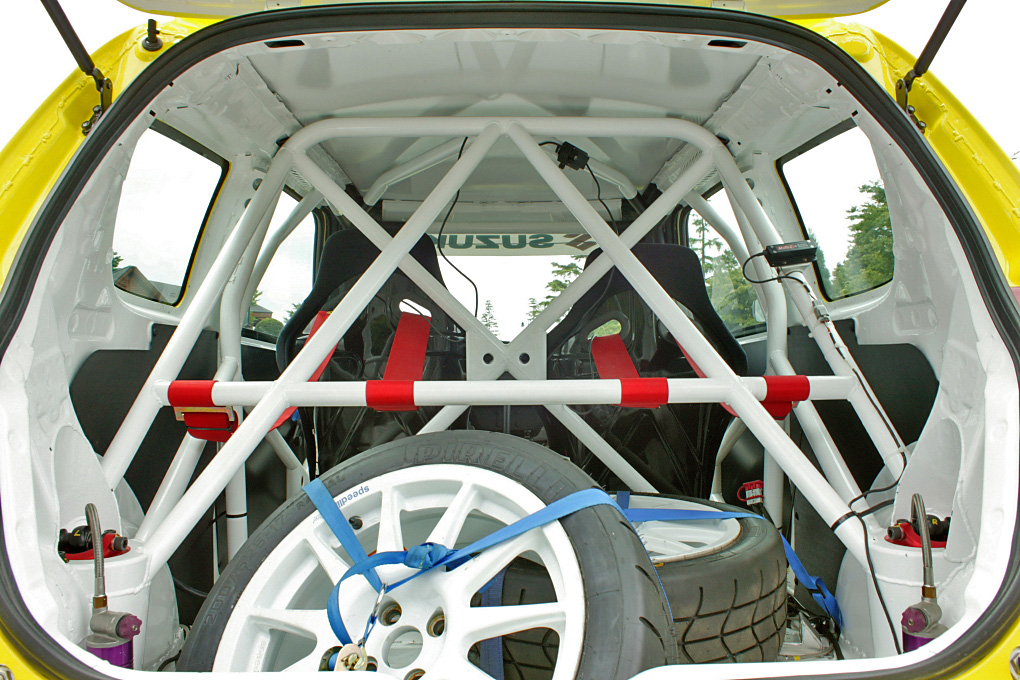
Konstrukcja klatki bezpieczeństwa wmontowana w samochód rajdowy marki Suzuki Swift

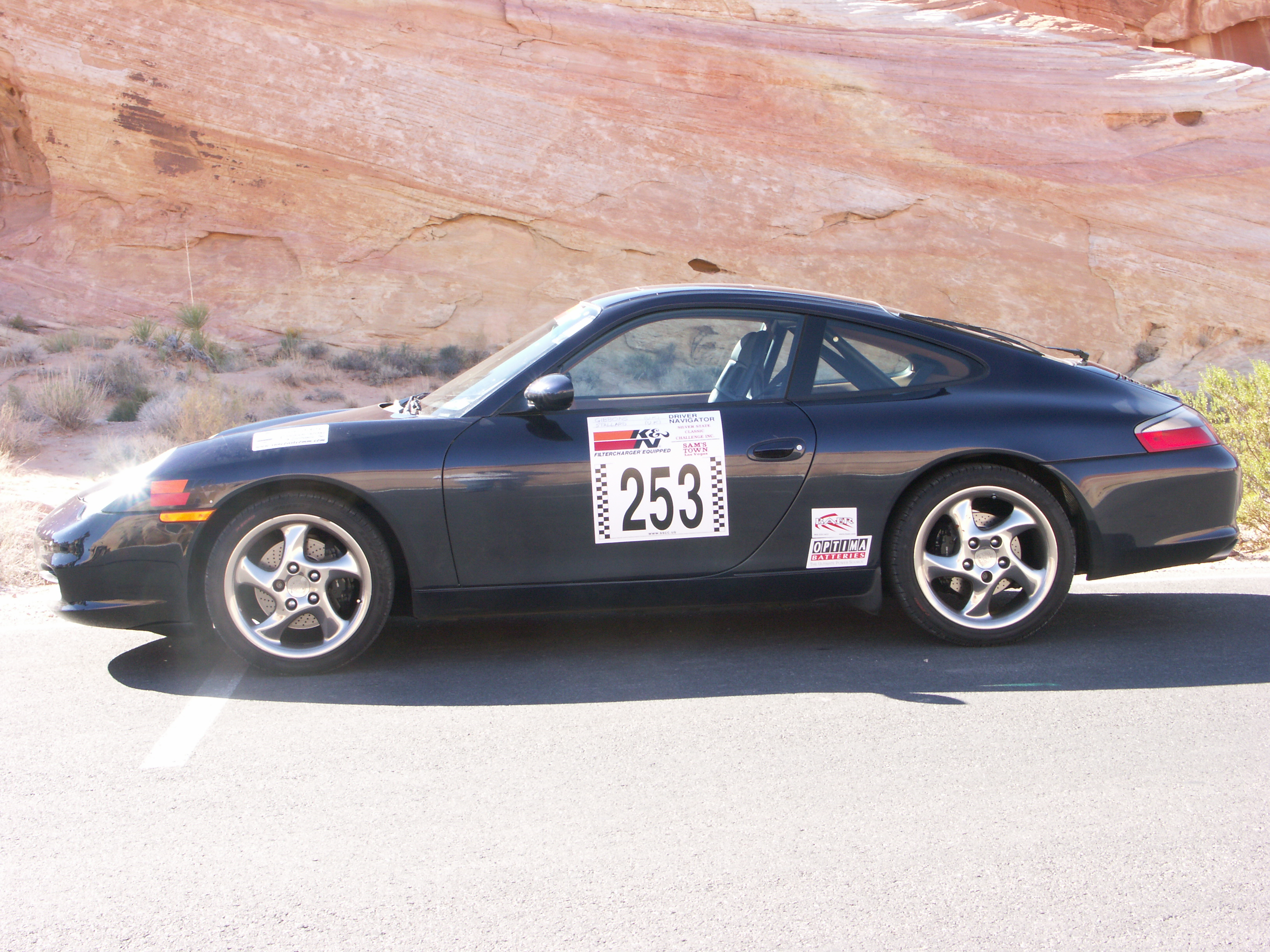
Porsche 996 Carrera z w budowaną fabrycznie klatką bezpieczeństwa

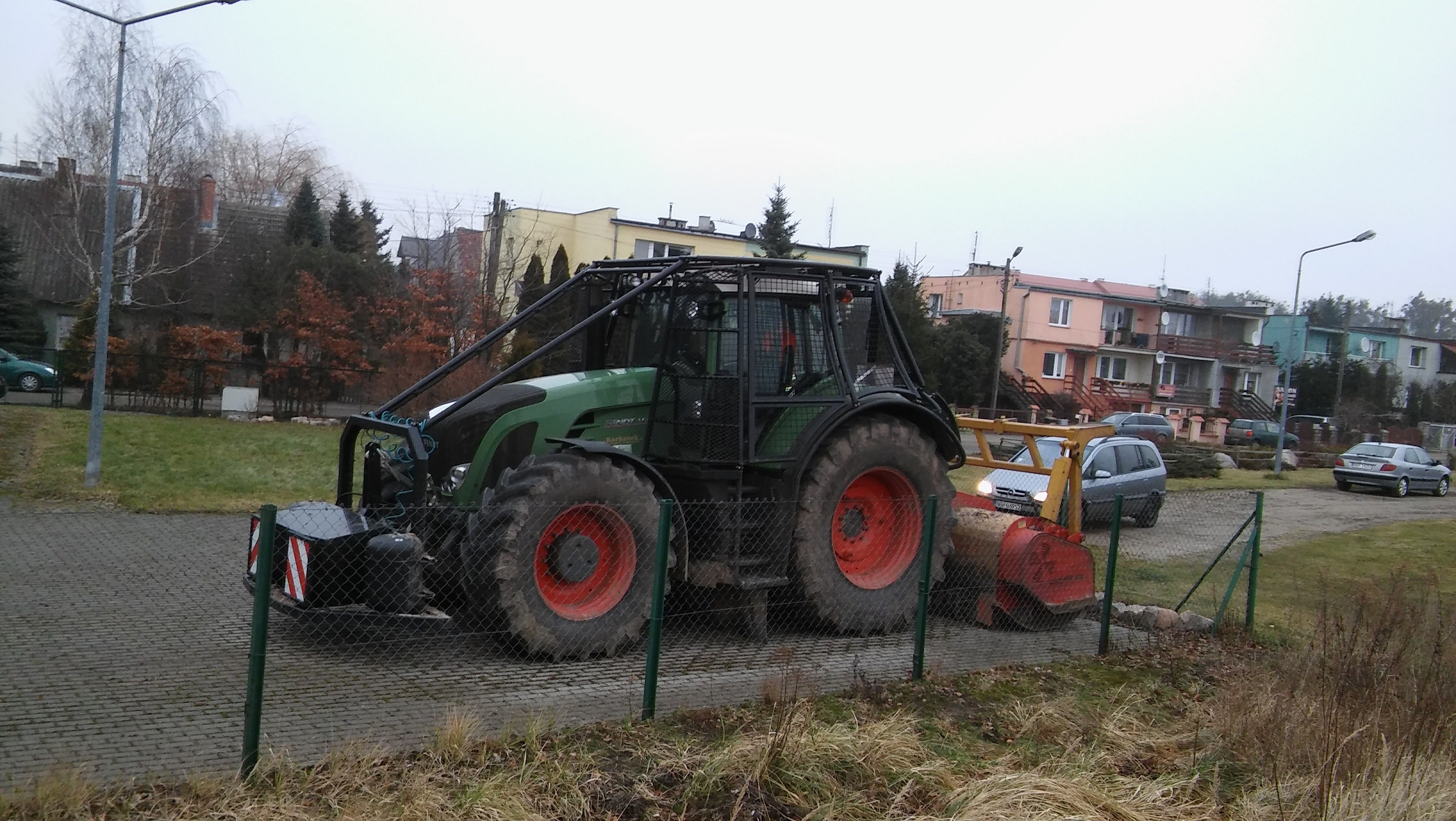
Ciągnik Fendt z klatką zewnętrzną

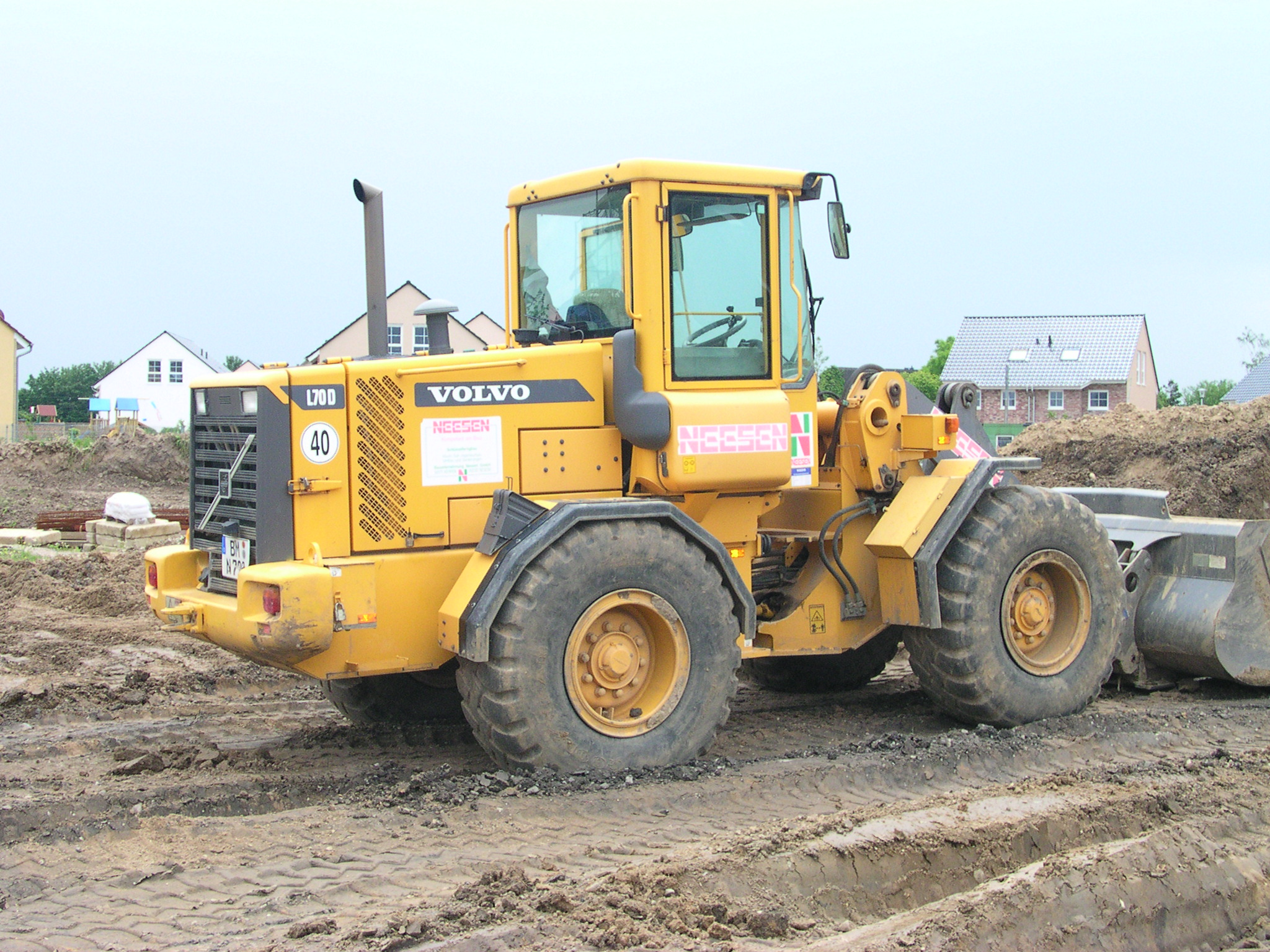
Ładowarka Volvo L70D ze zintegrowaną klatką bezpieczeństwa

Klatka bezpieczeństwa – to konstrukcja przestrzenna, która ma za zadanie przeciwdziałać poważnym odkształceniom nadwozia w razie wypadku lub wywrócenia samochodu, a przez to chronić życie osób w pojeździe. Używana w sportach samochodowych oraz pojazdach komunikacji miejskiej i turystycznych. Klatka bezpieczeństwa zalecana jest dla samochodów startujących w każdych niemal zawodach sportowych, natomiast obowiązkowa jest w profesjonalnych seriach jak Driftingowe Mistrzostwa Polski czy Rajdowe Samochodowe Mistrzostwa Polski (Załącznik "J" do Międzynarodowego Kodeksu Sportowego FIA, art. 8). Wymóg stosowania klatek podyktowany jest dużym stopniem ryzyka. Klatka  bezpieczeństwa  nie  może  utrudniać  kierowcy  i  pilotowi  wchodzenia  i  wychodzenia  z samochodu.

## Rodzaje klatek bezpieczeństwa
W pojazdach spotyka się klatki bezpieczeństwa:
- wewnętrzne
- zintegrowane z nadwoziem
- zewnętrzne